# 6340 Kathmandu
6340 Kathmandu eller 1993 TF2 är en asteroid i huvudbältet som upptäcktes den 15 oktober 1993 av de båda japanska astronomerna Kazuro Watanabe och Kin Endate vid Kitami-observatoriet. Den är uppkallad efter Nepals huvudstad Katmandu.
Asteroiden har en diameter på ungefär 19 kilometer och den tillhör asteroidgruppen Ashkova.